# Wyścig Francji WTCC 2015
Wyścig Francji WTCC 2015 – siódma runda World Touring Car Championship w sezonie 2015. Rozegrała się w dniach 26-28 czerwca 2015 w miejscowości Le Castellet na torze Circuit Paul Ricard.

## Lista startowa
| Nr | Kierowca            | Zespół                          | Samochód                | Opony |
| -- | ------------------- | ------------------------------- | ----------------------- | ----- |
| 2  | Gabriele Tarquini   | Honda Racing Team JAS           | Honda Civic WTCC        | Y     |
| 3  | Tom Chilton         | ROAL Motorsport                 | Chevrolet RML Cruze TC1 | Y     |
| 4  | Tom Coronel         | ROAL Motorsport                 | Chevrolet RML Cruze TC1 | Y     |
| 5  | Norbert Michelisz   | Zengő Motorsport                | Honda Civic WTCC        | Y     |
| 7  | Hugo Valente        | Campos Racing                   | Chevrolet RML Cruze TC1 | Y     |
| 9  | Sébastien Loeb      | Citroën Total WTCC              | Citroën C-Elysée WTCC   | Y     |
| 10 | Nick Catsburg       | Lada Sport Rosneft              | Łada Vesta              | Y     |
| 11 | Grégoire Demoustier | Craft-Bamboo                    | Chevrolet RML Cruze TC1 | Y     |
| 12 | Robert Huff         | Lada Sport Rosneft              | Łada Vesta              | Y     |
| 18 | Tiago Monteiro      | Honda Racing Team JAS           | Honda Civic WTCC        | Y     |
| 19 | Rickard Rydell      | NIKA International              | Honda Civic WTCC        | Y     |
| 25 | Mehdi Bennani       | Sébastien Loeb Racing           | Citroën C-Elysée WTCC   | Y     |
| 26 | Stefano D'Aste      | ALL–INKL.COM Münnich Motorsport | Chevrolet RML Cruze TC1 | Y     |
| 27 | John Filippi        | Campos Racing                   | Chevrolet RML Cruze TC1 | Y     |
| 33 | Ma Qinghua          | Citroën Total WTCC              | Citroën C-Elysée WTCC   | Y     |
| 37 | José María López    | Citroën Total WTCC              | Citroën C-Elysée WTCC   | Y     |
| 46 | Jaap van Lagen      | Lada Sport Rosneft              | Łada Vesta              | Y     |
| 68 | Yvan Muller         | Citroën Total WTCC              | Citroën C-Elysée WTCC   | Y     |
| Nr | Kierowca            | Zespół                          | Samochód                | Opony |

## Wyniki

### I Sesja treningowa
| Nr | Kierowca    | Konstruktor        | Czas     | Okr. |
| -- | ----------- | ------------------ | -------- | ---- |
| 68 | Yvan Muller | Citroën Total WTCC | 1:30,950 | 3    |

### II Sesja treningowa
| Nr | Kierowca   | Konstruktor        | Czas     | Okr. |
| -- | ---------- | ------------------ | -------- | ---- |
| 33 | Ma Qinghua | Citroën Total WTCC | 1:30,029 | 6    |

### Kwalifikacje
Źródło: fiawtcc.com
| Poz. | Nr | Kierowca            | Konstruktor           | Q1       | Q2       | Q3       | Poz. s. |
| --- | --- | ------------------- | --------------------- | -------- | -------- | -------- | ------- |
| 1 | 9 | Sébastien Loeb      | Citroën Total WTCC    | 1:30,038 | 1:29,638 | 1:29,245 | 1       |
| 2 | 68 | Yvan Muller         | Citroën Total WTCC    | 1:29,883 | 1:29,753 | 1:29,370 | 2       |
| 3 | 37 | José María López    | Citroën Total WTCC    | 1:30,227 | 1:29,619 | 1:29,378 | 3       |
| 4 | 33 | Ma Qinghua          | Citroën Total WTCC    | 1:29,859 | 1:29,846 | 1:29,617 | 4       |
| 5 | 3 | Tom Chilton         | ROAL Motorsport       | 1:30,173 | 1:29,680 | 1:29,831 | 5       |
| 6 | 7 | Hugo Valente        | Campos Racing         | 1:30,478 | 1:30,133 | -        | 6       |
| 7 | 18 | Tiago Monteiro      | Honda Racing Team JAS | 1:30,529 | 1:30,158 | -        | 7       |
| 8 | 5 | Norbert Michelisz   | Zengő Motorsport      | 1:30,500 | 1:30,559 | -        | 8       |
| 9 | 46 | Jaap van Lagen      | Lada Sport Rosneft    | 1:30,609 | 1:30,843 | -        | 9       |
| 10 | 25 | Mehdi Bennani       | Sébastien Loeb Racing | 1:30,258 | 1:31,345 | -        | 10      |
| 11 | 11 | Grégoire Demoustier | Craft-Bamboo          | 1:30,591 | 1:31,360 | -        | 11      |
| 12 | 10 | Nick Catsburg       | Lada Sport Rosneft    | 1:30,640 | 1:31,743 | -        | 12      |
| 13 | 4 | Tom Coronel         | ROAL Motorsport       | 1:30,688 | -        | -        | 13      |
| 14 | 2 | Gabriele Tarquini   | Honda Racing Team JAS | 1:30,802 | -        | -        | 14      |
| 15 | 26 | Stefano D'Aste      | Münnich Motorsport    | 1:30,948 | -        | -        | 15      |
| 16 | 12 | Robert Huff         | Lada Sport Rosneft    | 1:31,029 | -        | -        | 16      |
| 17 | 19 | Rickard Rydell      | Nika International    | 1:31,162 | -        | -        | 17      |
| 18 | 27 | John Filippi        | Campos Racing         | 1:31,443 | -        | -        | 18      |
| Poz. | Nr | Kierowca            | Konstruktor           | Q1       | Q2       | Q3       | Poz. s. |
| \| Legenda \| Legenda \| \| ------------------------ \| ---------------------------------------------------------------------------------------------------------------------------------------------------------------------------------------------------------------------------------------------------------------- \| \| Poz. Nr Q1 Q2 Q3 Poz. s. \| Pozycja zajęta w sesji kwalifikacyjnej Numer startowy kierowcy Wynik uzyskany w pierwszej części kwalifikacji Wynik uzyskany w drugiej części kwalifikacji Wynik uzyskany w trzeciej części kwalifikacji Pozycja startowa po uwzględnięniu kar, przesunięć, itp. \| | |                     |                       |          |          |          |         |
| Legenda | |                     |                       |          |          |          |         |
| Poz. Nr Q1 Q2 Q3 Poz. s. | Pozycja zajęta w sesji kwalifikacyjnej Numer startowy kierowcy Wynik uzyskany w pierwszej części kwalifikacji Wynik uzyskany w drugiej części kwalifikacji Wynik uzyskany w trzeciej części kwalifikacji Pozycja startowa po uwzględnięniu kar, przesunięć, itp. |                     |                       |          |          |          |         |

### Wyścig 1

#### Wyścig
Źródło: Wyprzedź Mnie!
| P                 | + / –     | Nr | Kierowca            | Konstruktor           | Okr. | Czas / Strata | Komentarz |
| ----------------- | --------- | -- | ------------------- | --------------------- | ---- | ------------- | --------- |
| 1                 | Bez zmian | 9  | Sébastien Loeb      | Citroën Total WTCC    | 16   | 24:38,108     |           |
| 2                 | Bez zmian | 68 | Yvan Muller         | Citroën Total WTCC    | 16   | +0:06,020     |           |
| 3                 | Bez zmian | 37 | José María López    | Citroën Total WTCC    | 16   | +0:07,147     |           |
| 4                 | Bez zmian | 33 | Ma Qinghua          | Citroën Total WTCC    | 16   | +0:09,102     |           |
| 5                 | Bez zmian | 3  | Tom Chilton         | ROAL Motorsport       | 16   | +0:12,638     |           |
| 6                 | 2         | 5  | Norbert Michelisz   | Zengő Motorsport      | 16   | +0:16,032     |           |
| 7                 | Bez zmian | 18 | Tiago Monteiro      | Honda Racing Team JAS | 16   | +0:16,286     |           |
| 8                 | 6         | 2  | Gabriele Tarquini   | Honda Racing Team JAS | 16   | +0:20,888     |           |
| 9                 | 1         | 25 | Mehdi Bennani       | Sébastien Loeb Racing | 16   | +0:27,191     |           |
| 10                | 1         | 46 | Jaap van Lagen      | Lada Sport Rosneft    | 16   | +0:31,589     |           |
| 11                | 6         | 19 | Rickard Rydell      | Nika International    | 16   | +0:31,802     |           |
| 12                | 1         | 4  | Tom Coronel         | ROAL Motorsport       | 16   | +0:31,822     |           |
| 13                | 2         | 11 | Grégoire Demoustier | Craft-Bamboo          | 16   | +0:38,658     |           |
| 14                | 1         | 26 | Stefano D'Aste      | Münnich Motorsport    | 16   | +0:42,028     |           |
| 15                | 3         | 27 | John Filippi        | Campos Racing         | 16   | +0:42,362     |           |
| Niesklasyfikowani |           |    |                     |                       |      |               |           |
|                   |           | 7  | Hugo Valente        | Campos Racing         | 4    |               |           |
|                   |           | 10 | Nick Catsburg       | Lada Sport Rosneft    | 4    |               |           |
|                   |           | 12 | Robert Huff         | Lada Sport Rosneft    | 0    |               | [ 3 ]     |
| P                 | + / –     | Nr | Kierowca            | Konstruktor           | Okr. | Czas / Strata | Komentarz |

#### Najszybsze okrążenie
| Nr | Kierowca       | Konstruktor        | Czas     | Okr. |
| -- | -------------- | ------------------ | -------- | ---- |
| 9  | Sébastien Loeb | Citroën Total WTCC | 1:31,148 | 2    |

#### Prowadzenie w wyścigu
| Nr                              | Kierowca       | Okrążenia | Suma |
| ------------------------------- | -------------- | --------- | ---- |
| 9                               | Sébastien Loeb | 1-16      | 16   |
| \| Wykres \| \| ------ \| \| \| |                |           |      |
| Wykres                          |                |           |      |
|                                 |                |           |      |

### Wyścig 2

#### Wyścig
Źródło: Wyprzedź Mnie!
| P                                                     | + / –     | Nr | Kierowca            | Konstruktor           | Okr. | Czas / Strata | Komentarz |
| ----------------------------------------------------- | --------- | -- | ------------------- | --------------------- | ---- | ------------- | --------- |
| 1                                                     | 7         | 37 | José María López    | Citroën Total WTCC    | 16   | 24:50,700     |           |
| 2                                                     | 1         | 5  | Norbert Michelisz   | Zengő Motorsport      | 16   | +0:01,449     |           |
| 3                                                     | 4         | 33 | Ma Qinghua          | Citroën Total WTCC    | 16   | +0:02,156     |           |
| 4                                                     | 5         | 68 | Yvan Muller         | Citroën Total WTCC    | 16   | +0:03,165     |           |
| 5                                                     | 9         | 2  | Gabriele Tarquini   | Honda Racing Team JAS | 16   | +0:12,071     |           |
| 6                                                     | 1         | 7  | Hugo Valente        | Campos Racing         | 16   | +0:16,645     |           |
| 7                                                     | 6         | 4  | Tom Coronel         | ROAL Motorsport       | 16   | +0:16,681     |           |
| 8                                                     | 2         | 3  | Tom Chilton         | ROAL Motorsport       | 16   | +0:16,792     |           |
| 9                                                     | 8         | 25 | Mehdi Bennani       | Sébastien Loeb Racing | 16   | +0:22,667     | [ 5 ]     |
| 10                                                    | 6         | 19 | Rickard Rydell      | Nika International    | 16   | +0:24,009     |           |
| 11                                                    | 9         | 46 | Jaap van Lagen      | Lada Sport Rosneft    | 16   | +0:26,371     |           |
| 12                                                    | Bez zmian | 10 | Nick Catsburg       | Lada Sport Rosneft    | 16   | +0:28,673     |           |
| 13                                                    | 4         | 27 | John Filippi        | Campos Racing         | 16   | +0:34,641     |           |
| 14                                                    | 3         | 11 | Grégoire Demoustier | Craft-Bamboo          | 16   | +0:38,623     |           |
| 15                                                    | Bez zmian | 26 | Stefano D'Aste      | Münnich Motorsport    | 14   | +2 okr        |           |
| Niesklasyfikowani                                     |           |    |                     |                       |      |               |           |
|                                                       |           | 18 | Tiago Monteiro      | Honda Racing Team JAS | 7    |               |           |
|                                                       |           | 9  | Sébastien Loeb      | Citroën Total WTCC    | 3    |               |           |
| Nie wystartowali / niedopuszczeni do ponownego startu |           |    |                     |                       |      |               |           |
|                                                       |           | 12 | Robert Huff         | Lada Sport Rosneft    |      |               |           |
| P                                                     | + / –     | Nr | Kierowca            | Konstruktor           | Okr. | Czas / Strata | Komentarz |

#### Najszybsze okrążenie
| Nr | Kierowca         | Konstruktor        | Czas     | Okr. |
| -- | ---------------- | ------------------ | -------- | ---- |
| 37 | José María López | Citroën Total WTCC | 1:31,575 | 2    |